# Swindon
Swindon – miasto w południowej Anglii (Wielka Brytania), w hrabstwie ceremonialnym Wiltshire, w jednostce administracyjnej (borough) Swindon. W 2021 roku liczyło 183 680 mieszkańców. 

## Pochodzenie nazwy
Nazwa Swindon wywodzi się od staroangielskiego słowa Suindune (pod taką nazwą występuje w Domesday Book), które oznacza „świńskie wzgórze” (swine – świnia, dun – wzgórze). Według alternatywnej teorii pierwszy człon nazwy pochodzi od imienia lokalnego anglosaskiego władcy (prawdopodobnie Svena), właściciela wzgórza.

## Historia
Do połowy XIX wieku Swindon było niewielkim miastem z przywilejem targowym, liczącym nie więcej niż 2500 mieszkańców. Gwałtowny rozwój miasta nastąpił po 1841 roku, gdy spółka kolejowa Great Western Railway otworzyła w Swindon swój główny zakład naprawczo-produkcyjny. Pierwsza linia kolejowa, prowadząca z londyńskiego dworca Paddington, dotarła do miasta rok wcześniej i wkrótce została przedłużona na zachód i północ w kierunku miast Cheltenham, Gloucester oraz Bristol. Po zakończeniu II wojny światowej nastąpił znaczny napływ mieszkańców, a także przemysłu z przeludnionego Londynu. W latach 80. XX wieku zakłady kolejowe zostały zamknięte.

## Gospodarka
Swindon jest ważnym ośrodkiem przemysłowym – znajduje się tutaj m.in. należąca do koncernu BMW fabryka elementów nadwozia samochodów Mini oraz wiele innych parków przemysłowych i handlowych. Swoją siedzibę w mieście ma m.in. Nationwide Building Society, WH Smith oraz United Kingdom Space Agency. W latach 1985–2021 w mieście działała fabryka samochodów osobowych marki Honda.

## Religia
W 2021 roku 46,6% mieszkańców wyznawało chrześcijaństwo, 2,7% – islam, a 2,5% – hinduizm. Udział pozostałych religii nie przekroczył jednego procenta ogółu mieszkańców. 40,5% mieszkańców nie zadeklarowało żadnej religii, a 5,6% odmówiło udzielenia odpowiedzi.
Wybrane obiekty sakralne w Swindon:
- anglikański kościół św. Marka z 1845 roku,
- anglikański kościół Chrystusa z 1851 roku,
- rzymskokatolicki kościół Świętego Krzyża z 1905, rozbudowany w 1971 roku.

## Transport
W Swindon znajduje się duża stacja kolejowa o znaczeniu ponadregionalnym, zlokalizowana na linii kolejowej Great Western Main Line, której zarządcą jest spółka Great Western Railway. Stacja obsługuje bezpośrednie połączenia z Londynem (dworzec Paddington), a także m.in. z Bristolem, Bath, Cardiff, Cheltenhamem i Chippenhamem.
W centrum miasta, nieopodal stacji kolejowej, znajduje się dworzec autobusowy wykorzystywany przez autobusy miejskie oraz dalekobieżne (m.in. National Express).
Swindon ma korzystne położenie w bezpośrednim sąsiedztwie autostrady M4 (na południe od miasta), zapewniającej dobre połączeniem z Londynem, Bristolem oraz innymi miastami Anglii i Walii. Od wschodu miasto okrąża droga A419 (Swindon – Cirencester – Stroud).
Miasto znane jest z nowatorskiego rozwiązania w budownictwie drogowym, Magic Roundabout (magicznego ronda). Ponadto, w październiku 2008 roku rada miasta wprowadziła, jako pierwsza w Wielkiej Brytanii, zakaz używania stałych urządzeń do automatycznego pomiaru szybkości pojazdów (fotoradarów).
Najbliższymi międzynarodowymi portami lotniczymi są Bristol International Airport (ok. 77 km) i London Heathrow Airport (ok. 111 km).

## Sport
W mieście swoją siedzibę ma klub piłkarski Swindon Town F.C. a także drużyna hokeja na lodzie Swindon Wildcats.

## Społeczność polska
Swindon jest znacznym skupiskiem Polonii. Wkrótce po zakończeniu II wojny światowej osiadły tutaj liczne rodziny żołnierzy służących w Polskich Siłach Zbrojnych w Wielkiej Brytanii. Kolejny napływ polskiej ludności miał miejsce po przystąpieniu Polski do Unii Europejskiej (2004). W mieście ma siedzibę oddział Zjednoczenia Polskiego, działa tutaj Polska Szkoła Sobotnia im. Marii Konopnickiej oraz PRS24 Polska Radio Stacja.
Według spisu powszechnego w 2011 roku 2914 spośród 209 156 mieszkańców (1,4%) jednostki administracyjnej Swindon urodzonych było w Polsce. Język polski był drugim (po angielskim) pod względem liczby osób posługujących się nim jako głównym (2651 osób powyżej 3 lat, 1,3% ogółu).

## Miasta partnerskie
W 2022 miastami partnerskimi Swindon były:
- Ocotal[20]
- Salzgitter[20]
- Toruń[20]

## Galeria

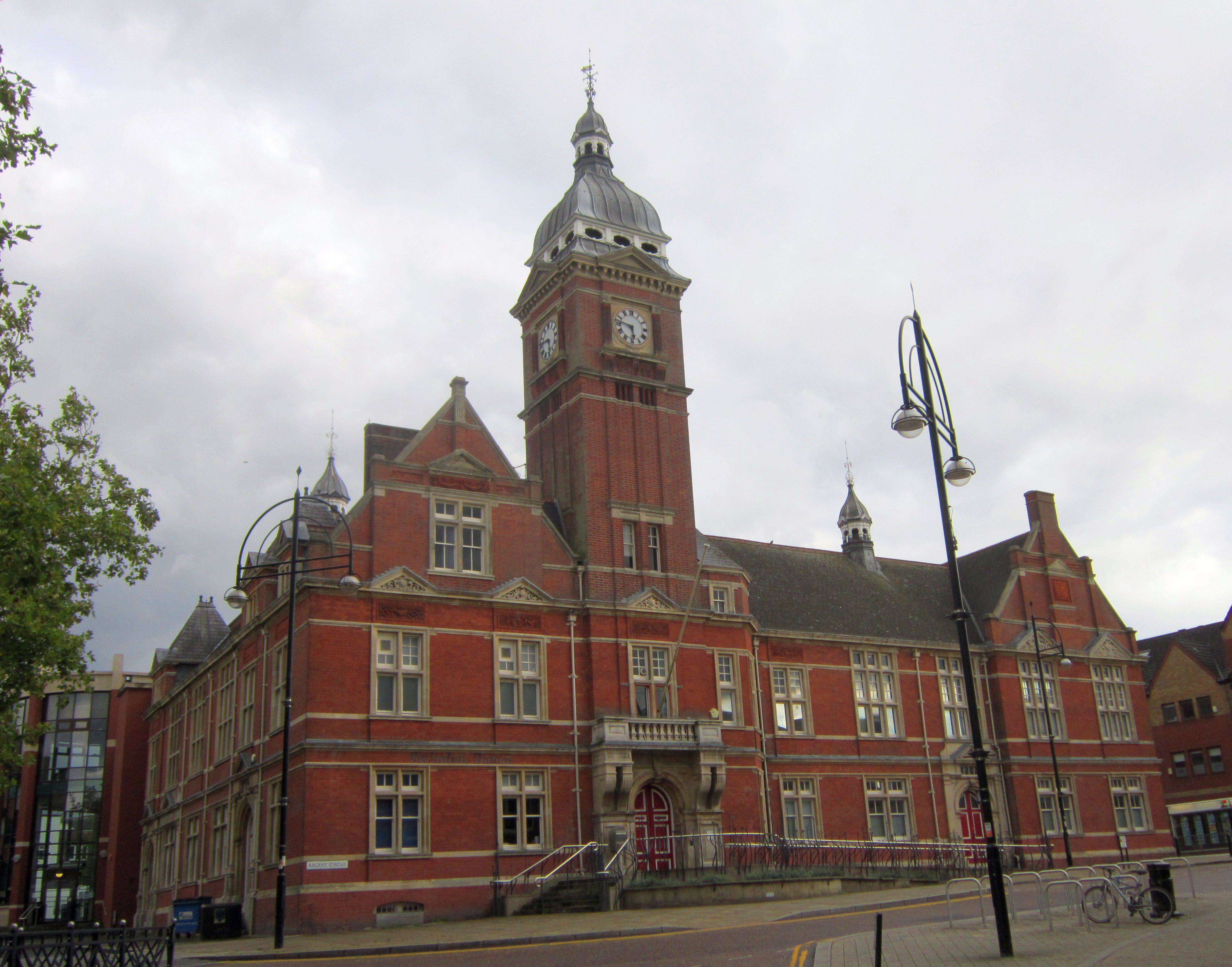
Ratusz (nowy)
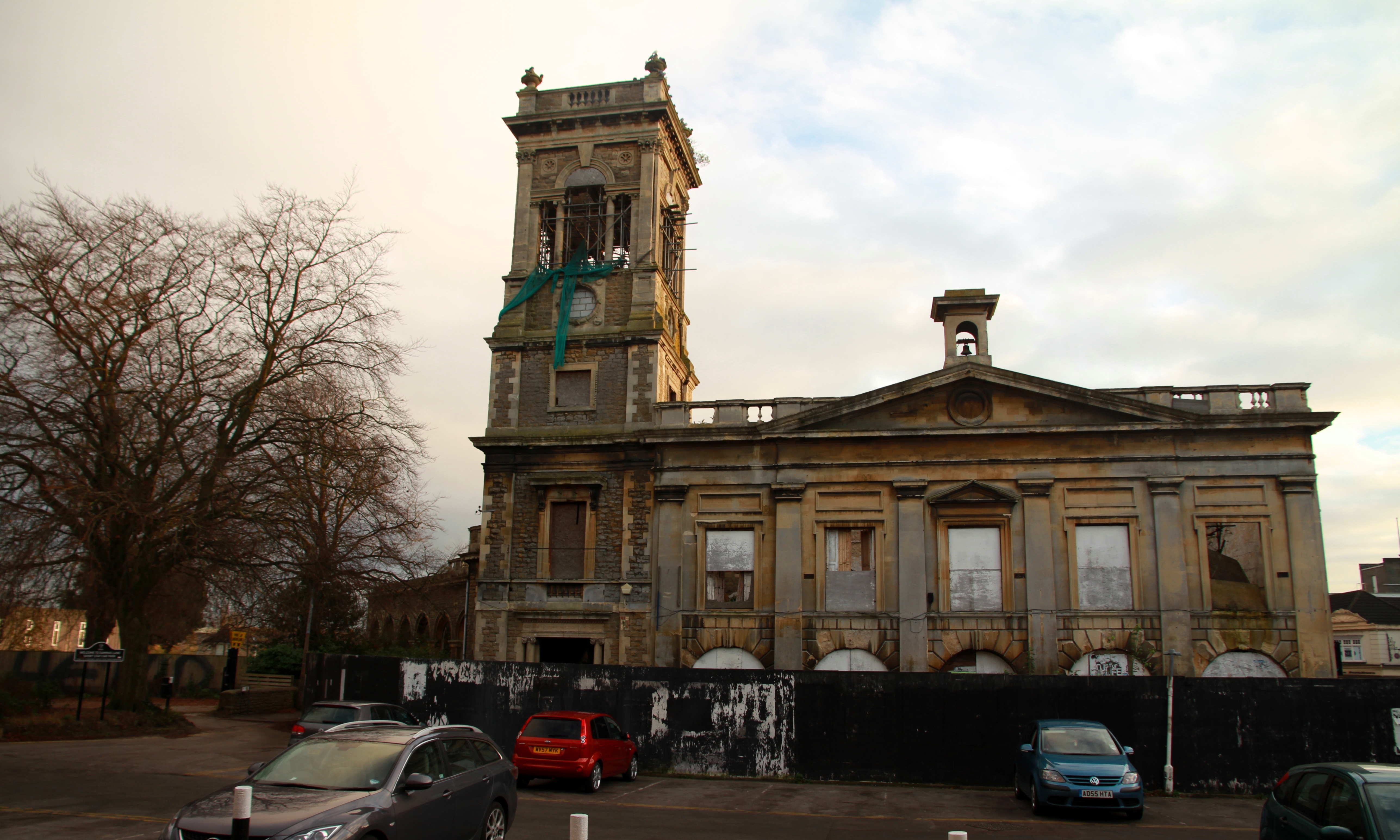
Stary ratusz
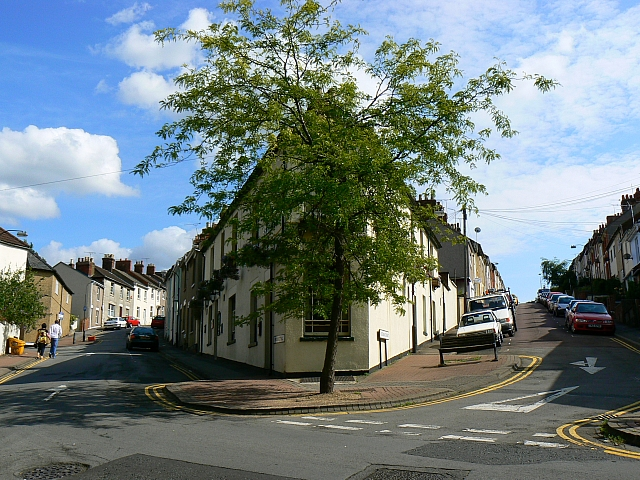
Stare miasto
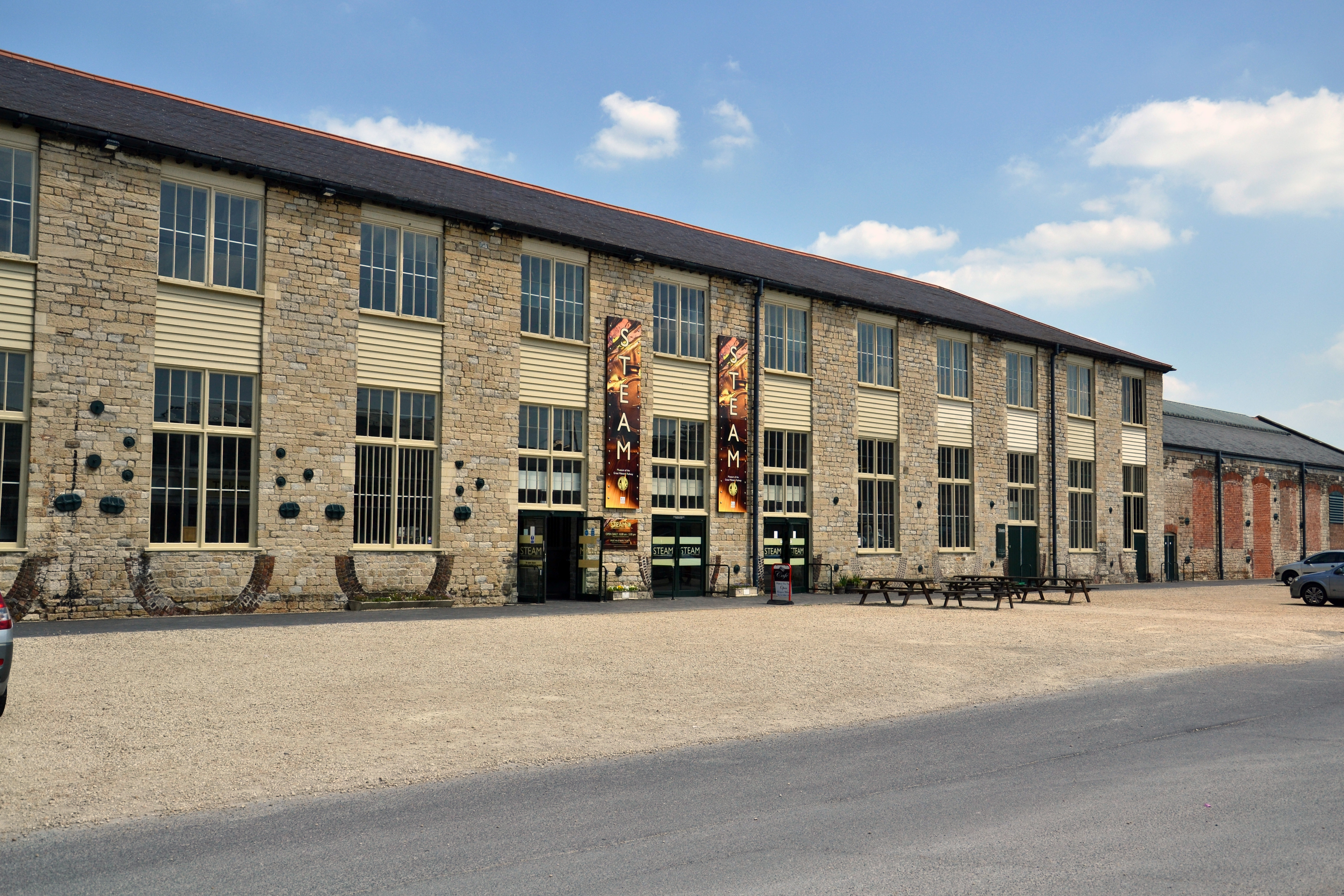
Muzeum kolei parowej
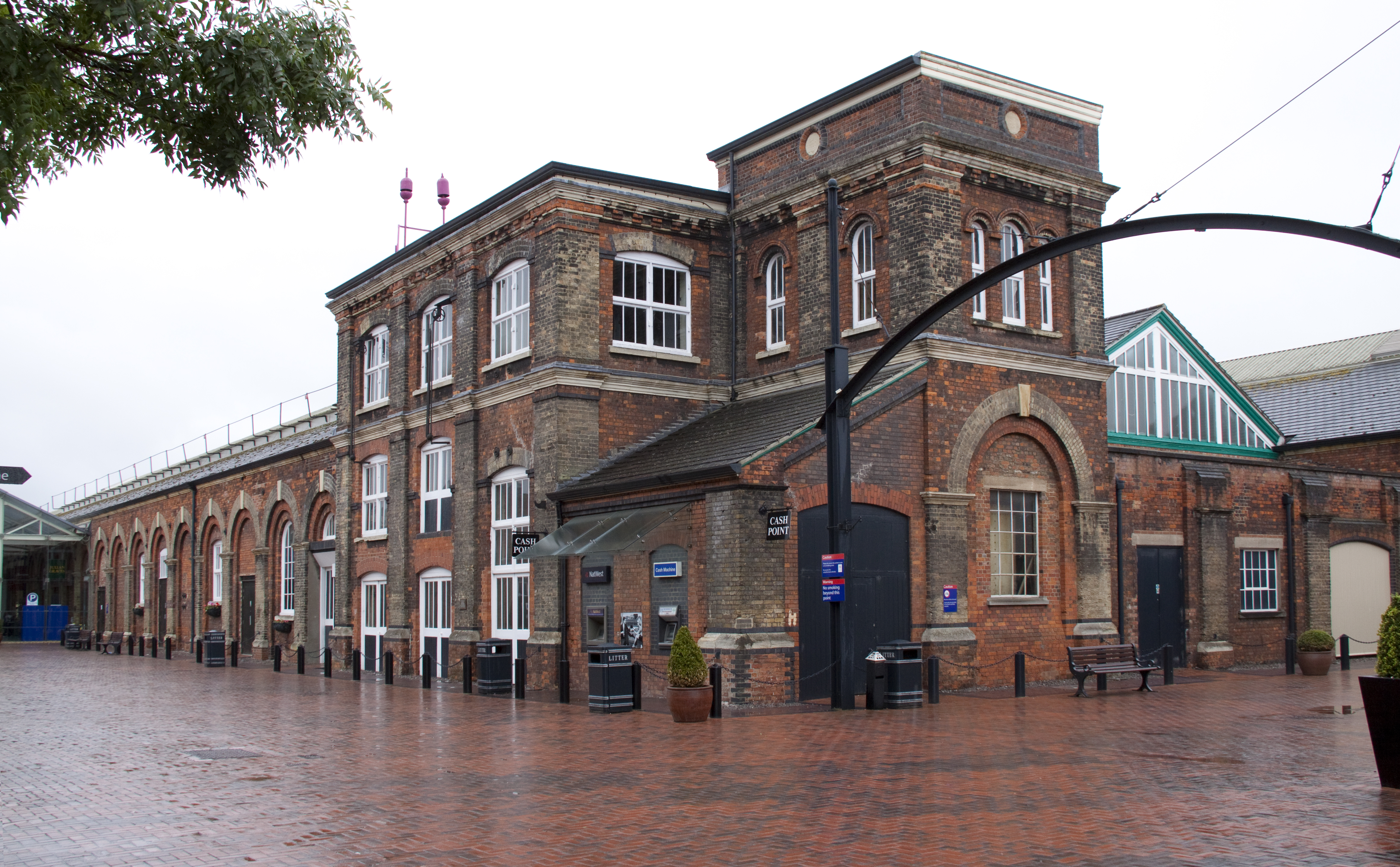
Dawne zakłady Great Western Railway
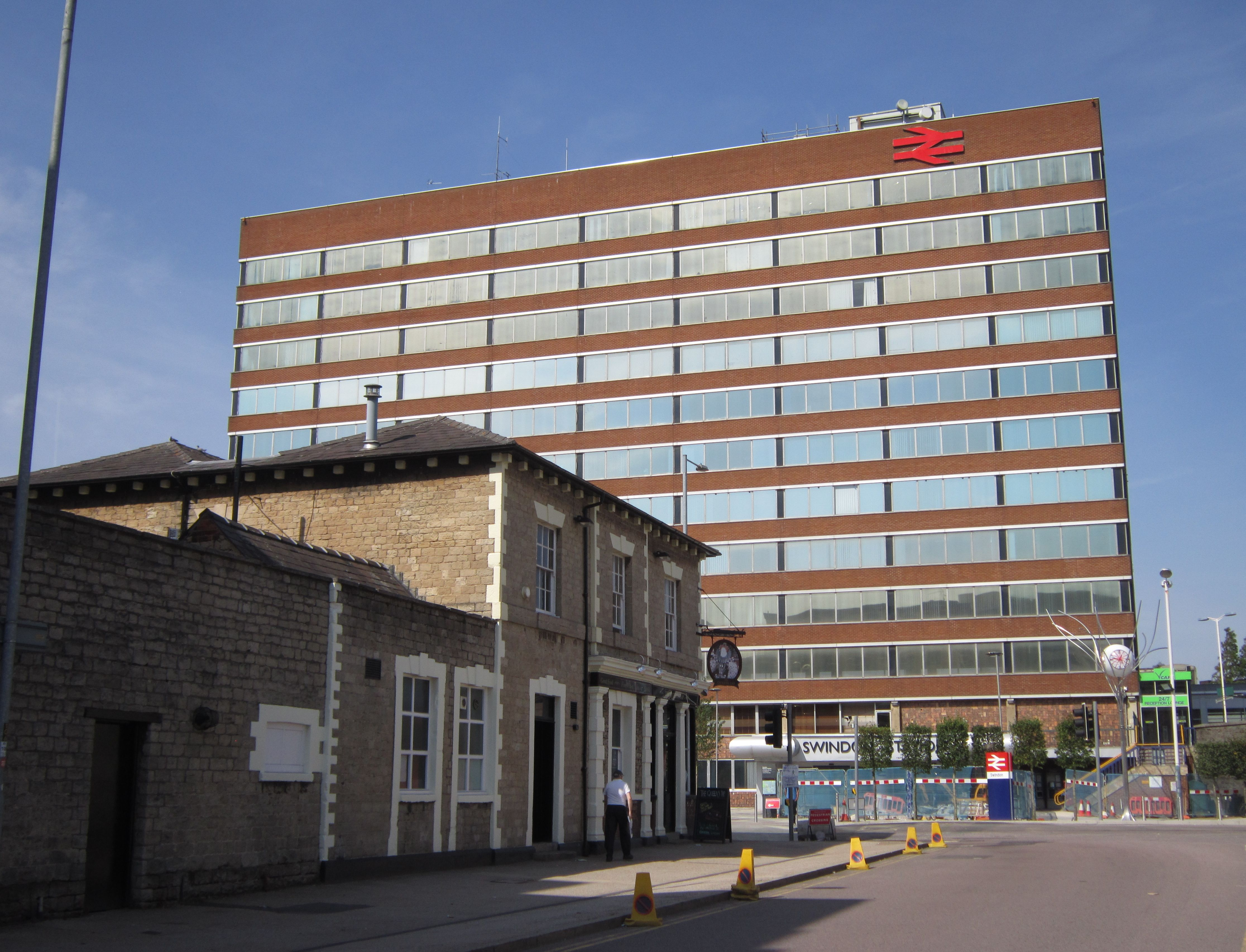
Dworzec kolejowy
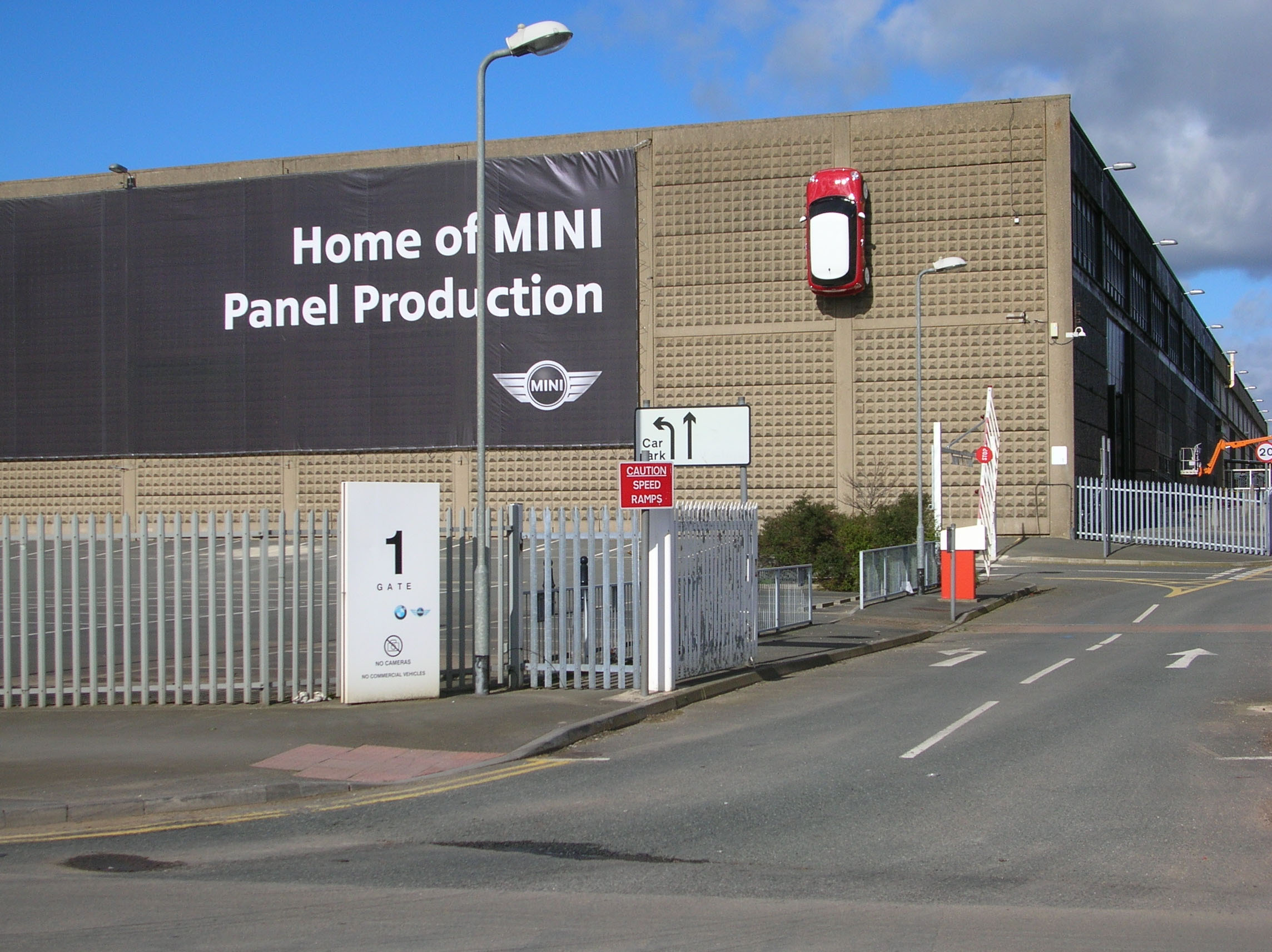
Zakład produkcyjny elementów nadwozia samochodów Mini
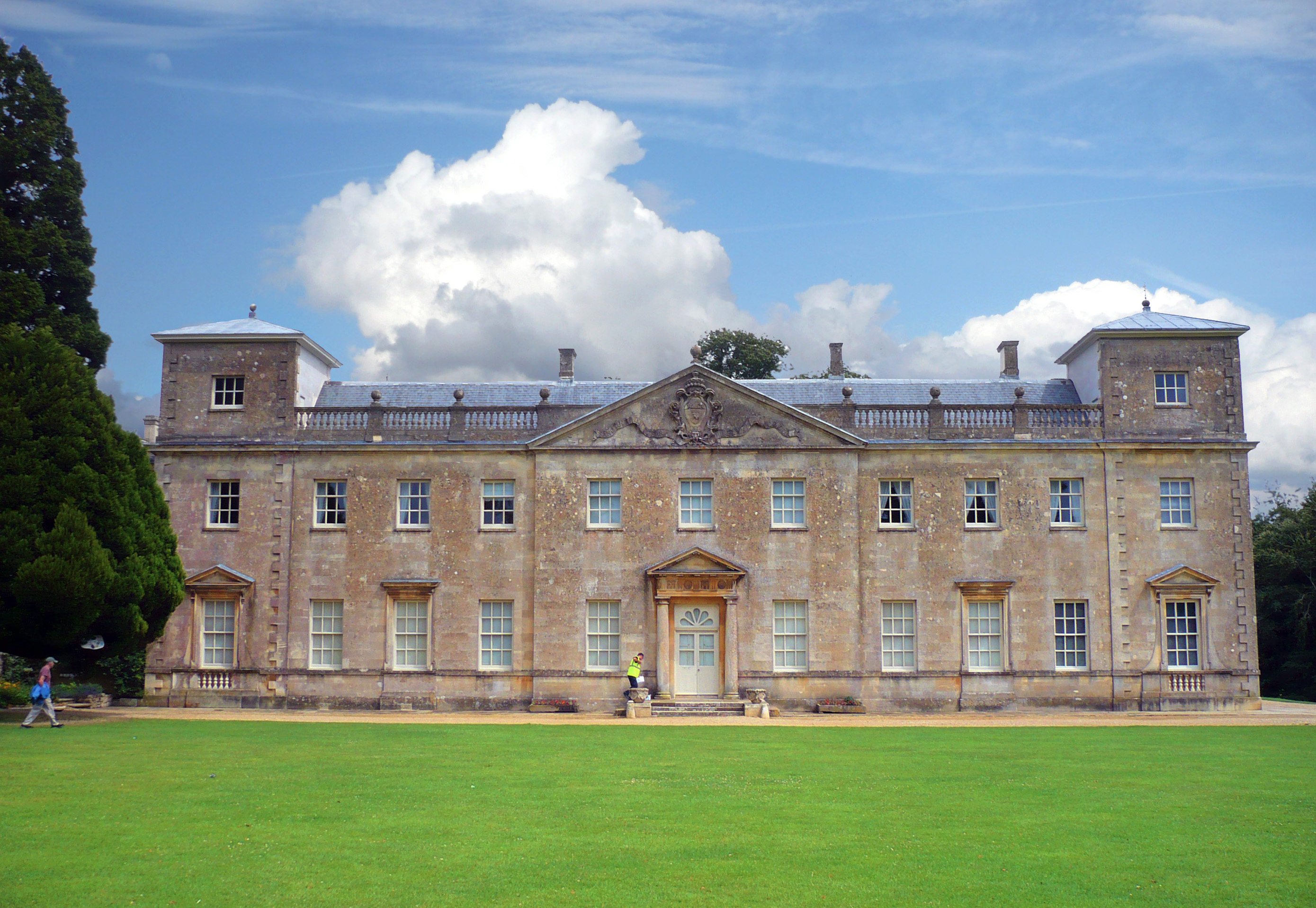
Lydiard House
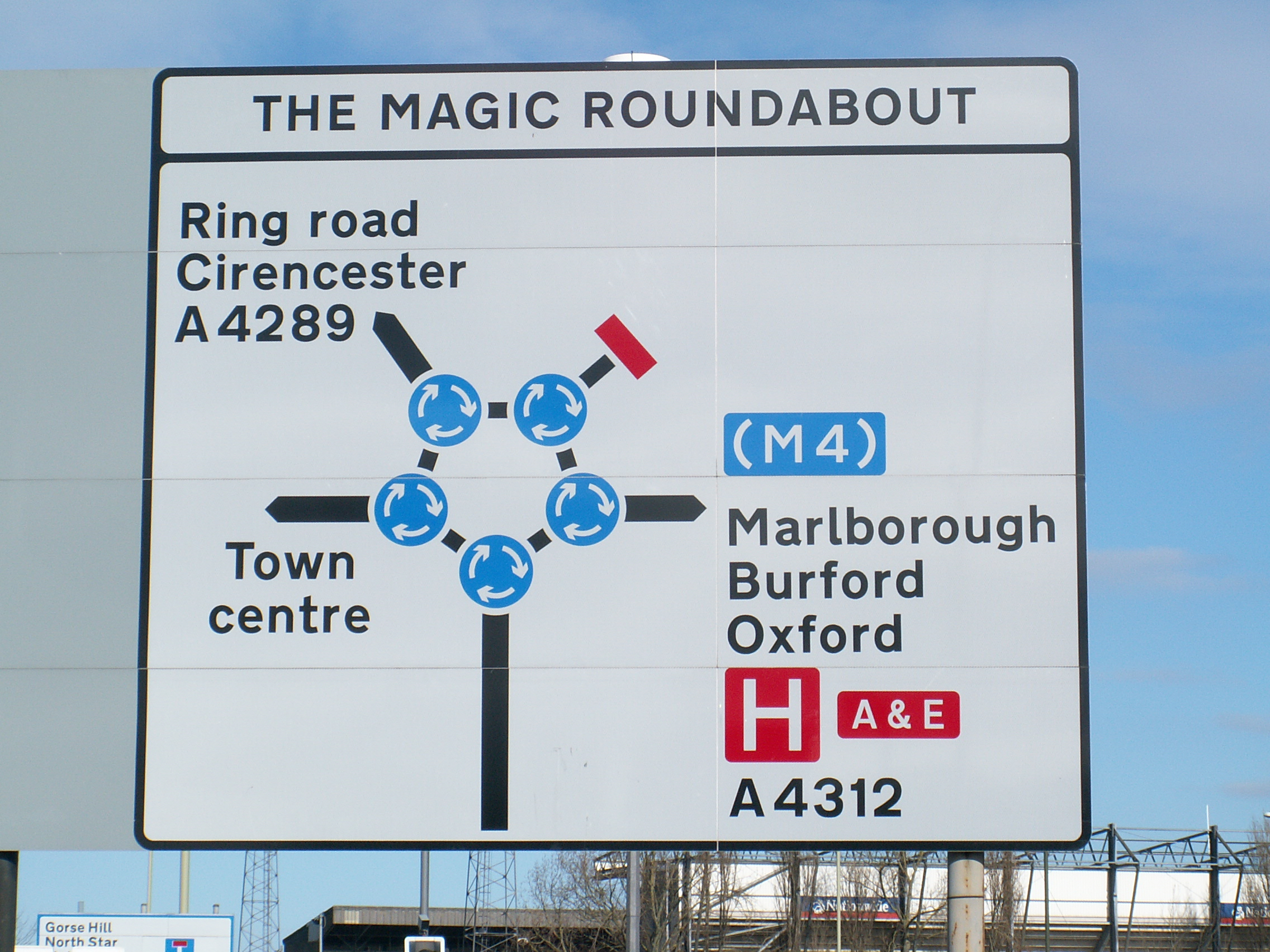
Magiczne rondo w Swindon